# András Pándy
András Pándy (1. června 1927 – 23. prosince 2013) byl belgický sériový vrah maďarského původu. Odpykával si trest doživotního vězení za vraždu svých dvou manželek a čtyř dětí. Byl uvězněn poté, co jeho dcera Ágnes, se kterou dlouhodobě udržoval incestní vztah, přiznala, že se účastnila nejméně pěti vražd. Bývalého protestantského duchovního část belgického tisku přezdívala Otec Modrovous.